# Let Saratov Airlines 703
Let Saratov Airlines 703 byl vnitrostátní let s pasažéry letící 11. února 2018 z letiště Moskva-Domodědovo do letiště v Orsku. Byl vykonávaný letounem Antonov An-148 společnosti Saratov Airlines. Několik minut po vzletu letoun začal klesat, krátce potom se ztratil z radarů a havaroval. Všech 65 cestujících a 6 členů posádky zemřelo, nikdo neměl naději na přežití. Stroj s imatrikulací RA-61704 byl 8 let starý, mezi roky 2010 až 2017 létal pro ruskou aerolinii Rossija, od únoru 2017 do pádu pro Saratovské aerolinie. Černá skříňka byla nalezena den po pádu, a podle předběžných závěrů vyšetřování Mezinárodního leteckého výboru byla za příčinu nehody označena chyba pilotů, kteří nezapnuli systém vytápění snímačů rychlosti, které proto namrzly a ukazovaly nesprávné údaje. Následná reakce posádky na rozporné informace o rychlosti neodpovídala předepsanému postupu z letové příručky.
Po roce 2017, který se obešel bez úmrtí v komerčním letectví s cestujícími, se jednalo o první smrtelnou nehodu dopravního tryskového letounu pro pasažéry od roku 2016, kdy havaroval let LaMia Airlines 2933, při kterém zemřelo také 71 osob.